# Barátfóka

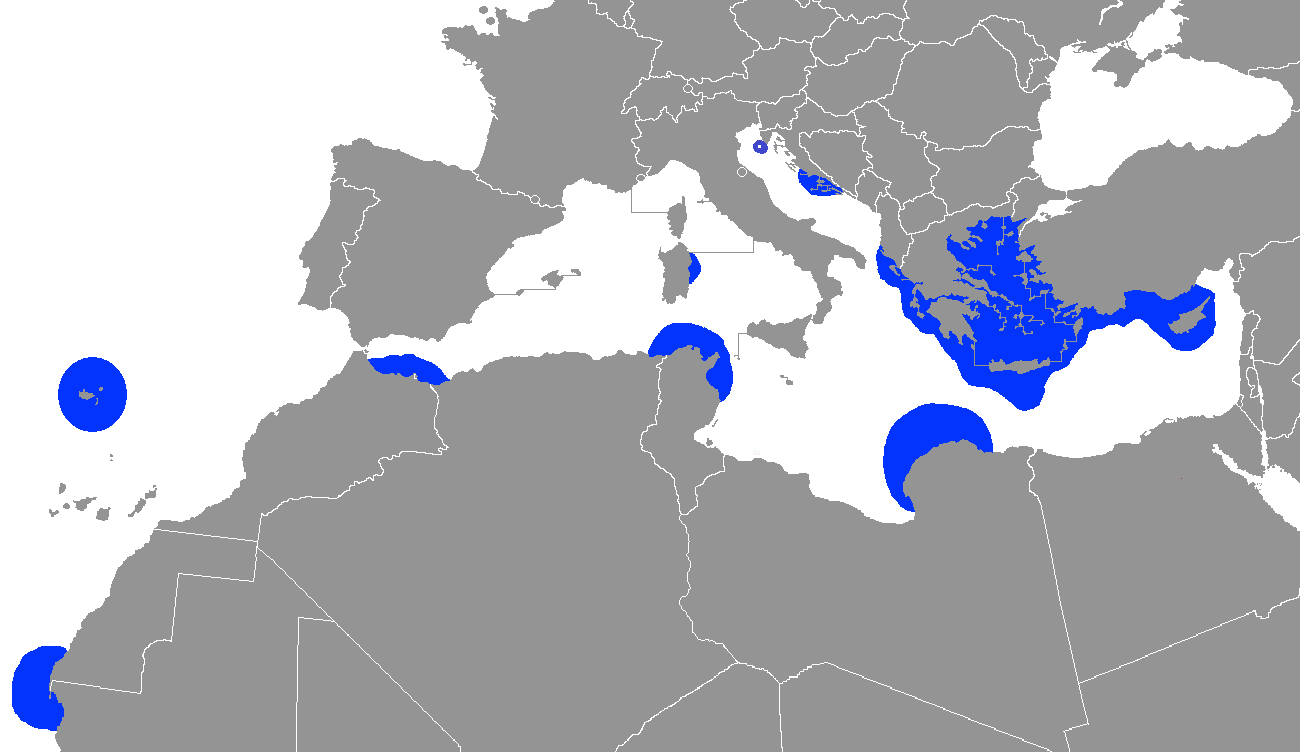
A földközi-tengeri barátfóka élőhelyei

A barátfóka (Monachus) a fókafélék (Phocidae) családjának egyik nemzetsége mindössze három fajjal, amelyek közül egy már kihalt, kettő pedig veszélyeztetett.

## Fajok

### Karibi barátfóka
A karibi barátfóka az Antillák szigetein és a Yucatán-félsziget partjain élt. A spanyolok az 1600-as években kezdték el intenzív vadászatát. Utolsó példányát 1922-ben látták. 1960-ban kihalt fajjá nyilvánították.

### Földközi-tengeri barátfóka
Kihalóban lévő faj. Főleg a Földközi-tengerben él, de előfordul a Fekete-tenger nyugati partjainál, sőt az Atlanti-óceán marokkói partvidékén is. Nappal aktív; halakat és puhatestűeket eszik. A felnőtt példány kb. 320 kg-ot nyom, a nőstények kisebbek a hímeknél.
Ma mintegy 400 példánya él vadon, ebből egy növekvő populáció a Madeira-szigetekhez tartozó Kopár-szigeteken.
2010 végén újabb populációt fedeztek fel egy kis görög szigeten.

### Hawaii barátfóka
A hawaii barátfóka fő élőhelye a Laysan-sziget.